# Johnny, a dögkeselyű
A Johnny, a dögkeselyű (eredeti cím: Johnny Skidmarks) 1998-ban bemutatott amerikai bűnügyi filmthriller, melyet John Raffo írt és rendezett. A főbb szerepekben Peter Gallagher, Frances McDormand és John Lithgow látható.
Az Amerikai Egyesült Államokban 1998. január 23-án bemutatott film negatív kritikákat kapott.

## Cselekmény
Johnny Scardino főállásban rendőrségi helyszíneléseken dolgozik fényképészként. Éjszakánként motelek környékén fotóz le prostituáltakkal találkozó, jómódú férfiakat, későbbi zsarolás céljából. Amikor bűnbandájának tagjait ismeretlen tettesek brutális módszerekkel gyilkolni kezdik, Johnny élete is veszélybe kerül.

## Szereplők
| Szerep                | Színész           | Magyar hang    |
| --------------------- | ----------------- | -------------- |
| Johnny Scardino       | Peter Gallagher   | Jakab Csaba    |
| Alice                 | Frances McDormand |                |
| Larry Skovik őrmester | John Lithgow      | Koroknay Géza  |
| Walter Lippinscott    | John Kapelos      |                |
| Jerry                 | Jack Black        | Kerekes József |
| Lorraine              | Charlie Spradling |                |

## Fogadtatás
A film negatív visszajelzéseket kapott. A Variety cikk kritikája szerint „…ostoba csavarok, csapongó hangvétel és a végzetesen rosszul kiválasztott főszereplők” jellemzik.